# 鄭旭 (1938年)
鄭旭（1938年5月5日—），韓國男演員。1966年KBS特别招募演员。育有一兒一女，儿子是企业家鄭有灿。

## 演出作品

### 電視劇
- 1998年：MBC《看了又看》
- 1999年：MBC《醫道》飾演 金民世
- 2002年：KBS《帝國的早晨》飾演 坦文
- 2003年：SBS《窈窕淑女》
- 2003年：SBS《漂流的爱情》
- 2004年：MBC《英雄時代（朝鲜语：영웅시대_(2004년_드라마)）》
- 2004年：KBS《致父親母親》
- 2004年：KBS《不滅的李舜臣》飾演 千利休
- 2005年：KBS《她回來了》
- 2005年：SBS《只有你》飾 韓勝烈
- 2005年：SBS《薯童谣》飾 威德王
- 2012年：MBC《武神》飾演 鄭叔瞻
- 2015年：MBC《讓女人哭泣》
- 2016年：SBS《Mrs. Cop 2》
- 2016年：SBS《Wanted》飾演 金宇鎮
- 2022年：KBS2《魔咒的戀人》飾演車秘書

### 電影
- 2003年：《四人餐桌》
- 2004年：《家族》
- 2005年：《百万富翁的初恋》
- 2006年：《无赖老师》
- 2007年：《兩個人》